# Maxx Zwolle

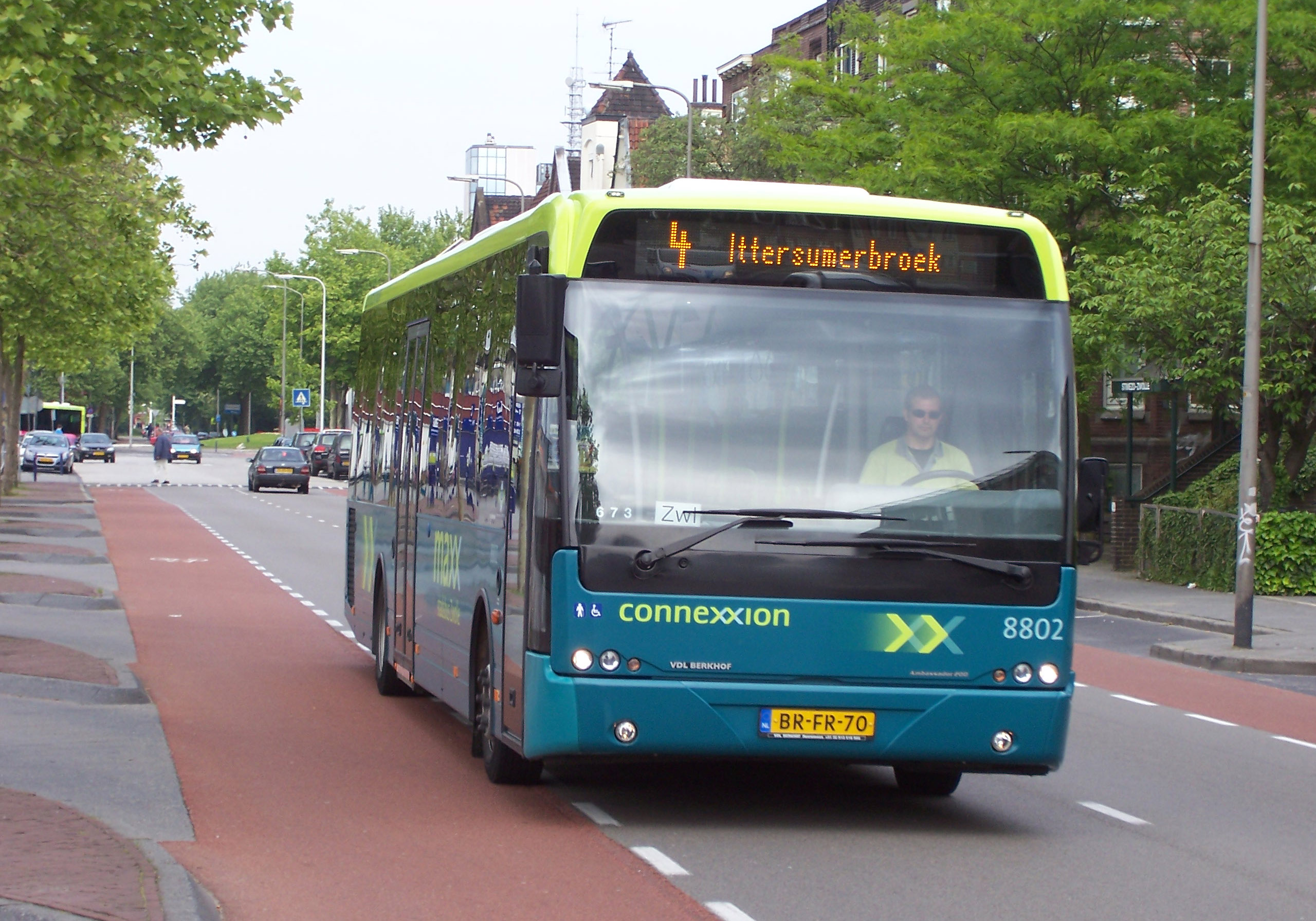
Een bus van Maxx Zwolle rijdt langs het station.

Maxx Zwolle was een onderdeel van het hoogwaardig openbaar vervoer in Zwolle, uitgevoerd door Connexxion. Sinds 4 september 2005 is Maxx Zwolle van start gegaan. Zwolle was na Almere de tweede stad waar het Maxx-concept werd toegepast.
De Maxx in Zwolle moest stoppen op 29 augustus 2010 omdat Connexxion de concessie had verloren. De stadbusdiensten te Zwolle zijn op 30 augustus 2010 overgegaan naar Syntus Overijssel.
Door de week van 7 tot 19 uur, op koopavond, zaterdagmiddag en op koopzondag reed er elke 15 minuten een lagevloerbus. Buiten deze tijden reden de Maxx-bussen elk half uur. De lagevloerbussen waren van het type Berkhof Ambassador 200. Er was in alle bussen een automatisch bedienbare rolstoellift aanwezig. Sinds de invoering op 4 september 2005 was een reizigerstoename van 22% opgetreden. Zwolle was na Almere de tweede stad waar Connexxion de stadsdienst Maxx invoerde en de eerste waar dit concept weer moest worden afgeschaft doordat een andere vervoerder de exploitatie overnam.

## Lijnennet
| Lijn | Route                                                                          | Bijzonderheden                                                                           |
| ---- | ------------------------------------------------------------------------------ | ---------------------------------------------------------------------------------------- |
| 1    | Stadshagen - WKC Stadshagen - Centrum - Station - Oosterenk                    | Geen                                                                                     |
| 2    | Bachplein - Centrum - Station - WKC Forelkolk - WCK Zuid - Ittersumerbroek     | Geen                                                                                     |
| 3    | Berkum - WKC Berkum - Centrum - Station - Assendorp                            | Geen                                                                                     |
| 4    | Bachplein - WKC Dobbe - WKC Diezerpoort - Station - WKC Zuid - Ittersumerbroek | Geen                                                                                     |
| 5    | Station - Centrum - Westenholte                                                | Geen                                                                                     |
| 7    | Station - Oosterenk - Station                                                  | Scholierenlijn                                                                           |
| 8    | Station - Campus.                                                              | Scholierenlijn. Niet in omgekeerde richting                                              |
| 9    | Station - Centrum - Zwartewaterallee - Centrum - Station                       | Scholierenlijn                                                                           |
| 11   | Busstation - Rechterland                                                       | Scholierenlijn                                                                           |
| 12   | Busstation - Oosterenk                                                         | Spitslijn / Sneldienst. ’s Ochtends naar Oosterenk, ’s Middags naar Station. Za-zo niet. |